# Stimmkreis Nürnberg-Süd
Der Stimmkreis Nürnberg-Süd (Stimmkreis 503) ist ein Stimmkreis in Mittelfranken. Er umfasst sie Stadtbezirke Rangierbahnhof-Siedlung, Langwasser Nordwest, Langwasser Nordost, Beuthener Straße, Altenfurt Nord, Langwasser Südost, Langwasser Südwest, Altenfurt, Moorenbrunn, Gewerbepark Nürnberg-Feucht, Hasenbuck, Rangierbahnhof, Katzwanger Straße, Dianastraße, Trierer Straße, Gartenstadt, Werderau, Maiach, Katzwang, Reichelsdorf Ost, Reichelsdorfer Keller und Kornburg, Worzeldorf der kreisfreien Stadt Nürnberg sowie die kreisfreie Stadt Schwabach.

## Landtagswahl 2023
Zur Landtagswahl 2023 traten folgende Parteien und Direktkandidaten im Stimmkreis Nürnberg-Süd an und erzielten folgende Ergebnisse:
| Nr. | Direktkandidat    | Partei           | Erststimmen in % | Gesamtstimmen in % |
| --- | ----------------- | ---------------- | ---------------- | ------------------ |
| 1   | Karl Freller      | CSU              | 40,8             | 42,8               |
| 2   | Sabine Weigand    | GRÜNE            | 15,0             | 14,1               |
| 3   | Alexander Schmidt | Freie Wähler     | 6,9              | 6,4                |
| 4   | Matthias Vogler   | AfD              | 17,0             | 16,3               |
| 5   | Claudia Arabackyj | SPD              | 11,8             | 12,0               |
| 6   | Eser Polat        | FDP              | 2,4              | 2,3                |
| 7   | Felix Heym        | LINKE            | 2,0              | 2,0                |
| 8   | Ludwig Hofstetter | BP               | 1,0              | 0,7                |
| 9   | Hans Anschütz     | ÖDP              | 1,7              | 1,4                |
| 10  | -                 | Tierschutzpartei | -                | 0,7                |
| 11  | -                 | PdH              | -                | 0,2                |
| 12  | Sandra Güldenfuß  | dieBasis         | 1,3              | 1,2                |

## Landtagswahl 2018
Im Stimmkreis waren insgesamt 98.241 Einwohner wahlberechtigt. Die Landtagswahl am 14. Oktober 2018 hatte folgendes Ergebnis:
| Direktkandidat       | Partei               | Erststimmen in % | Gesamtstimmen in % | Veränderung der Gesamtstimmen im Vergleich zur Landtagswahl 2013 in % |
| -------------------- | -------------------- | ---------------- | ------------------ | --------------------------------------------------------------------- |
| Karl Freller         | CSU                  | 37,6             | 39,3               | - 3,0                                                                 |
| Claudia Arabackyj    | SPD                  | 14,3             | 14,5               | − 16,2                                                                |
| Marco Meier          | Freie Wähler         | 4,9              | 4,8                | + 0,3                                                                 |
| Sabine Weigand       | GRÜNE                | 18,6             | 17,3               | + 9,3                                                                 |
| Bernd List           | FDP                  | 4,0              | 3,8                | + 1,5                                                                 |
| Stefan Gerbig        | LINKE                | 4,4              | 4,5                | + 1,4                                                                 |
| Peter Hoff           | BP                   | 0,5              | 0,4                | − 0,1                                                                 |
| Hans Anstütz         | ÖDP                  | 1,3              | 1,3                | +/− 0,0                                                               |
| Erich Turnwald-Kurtz | PIRATEN              | 0,9              | 0,8                | - 1,3                                                                 |
| Paul Trutz           | Die Franken          | 1,6              | 1,3                | − 1,7                                                                 |
| Peter Konrad         | AfD                  | 11,5             | 11,2               | + 11,2                                                                |
| -                    | mut                  | -                | 0,1                | + 0,1                                                                 |
| -                    | Die Partei           | -                | 0,4                | + 0,4                                                                 |
| -                    | Gesundheitsforschung | -                | 0,1                | + 0,1                                                                 |
| Michaela Maurer      | V-Partei³            | 0,4              | 0,4                | + 0,4                                                                 |

Neben dem direkt gewählten Stimmkreisabgeordneten Karl Freller (CSU), der dem Landtag bereits seit 1982 angehört, wurde die Grünen-Kandidatin Sabine Weigand über die Bezirksliste ihrer Partei in das Parlament gewählt.

## Landtagswahl 2013
Wahlberechtigt waren bei der Landtagswahl vom 15. September 2013 insgesamt 100.406 Einwohner. Die Wahlbeteiligung betrug 60,3 %.  Die Wahl hatte folgendes Ergebnis:
| Direktkandidat          | Partei       | Erststimmen in % | Gesamtstimmen in % | +/- Gesamtstimmen ggü. 2008 in %-P. |
| ----------------------- | ------------ | ---------------- | ------------------ | ----------------------------------- |
| Karl Freller            | CSU          | 41,4             | 42,2               | − 1,9                               |
| Helga Schmitt-Bussinger | SPD          | 32,0             | 30,6               | + 2,5                               |
| Christian Huber         | Freie Wähler | 4,7              | 4,5                | - 0,9                               |
| Tilman Kuhl             | GRÜNE        | 7,6              | 8,0                | + 1,2                               |
| Laszlo Riedl            | FDP          | 2,0              | 2,3                | - 3,0                               |
| Zeki Özcan              | LINKE        | 2,8              | 3,0                | - 2,6                               |
| Eilin Hermann           | ÖDP          | 1,1              | 1,2                | +/− 0,0                             |
| Anton Grüner            | REP          | 1,1              | 1,0                | - 0,5                               |
| Gerhard Schelle         | NPD          | 1,4              | 1,4                | - 0,3                               |
| Lars Gerken             | BP           | 0,6              | 0,5                | + 0,5                               |
| Tobias Burkert          | Die Franken  | 3,3              | 3,0                | + 3,0                               |
| Florian Betz            | PIRATEN      | 2,2              | 2,2                | + 2,2                               |

## Landtagswahl 2008
Wahlberechtigt waren bei der Landtagswahl 2008 im Stimmkreis 99.744 Einwohner. Die Wahlbeteiligung betrug 58,2 %. Die Wahl hatte folgendes Ergebnis:
| Direktkandidat          | Partei       | Erststimmen in % | Gesamtstimmen in % | Veränderung der Gesamtstimmen im Vergleich zur Landtagswahl 2003 in % |
| ----------------------- | ------------ | ---------------- | ------------------ | --------------------------------------------------------------------- |
| Karl Freller            | CSU          | 42,3             | 44,1               | - 8,8                                                                 |
| Helga Schmitt-Bussinger | SPD          | 30,6             | 28,2               | - 1,5                                                                 |
| Renate Krilles          | GRÜNE        | 6,2              | 6,8                | - 1,0                                                                 |
| Dieter Wolz             | Freie Wähler | 5,0              | 5,4                | + 3,0                                                                 |
| Helmut Fink             | FDP          | 5,5              | 5,3                | + 3,1                                                                 |
| Walter Schöniger        | REP          | 1,8              | 1,5                | - 1,2                                                                 |
| Thomas Schrollinger     | ödp          | 1,5              | 1,2                | + 0,1                                                                 |
| -                       | BP           | -                | 0,1                | - 0,6                                                                 |
| -                       | BüSo         | -                | -                  | - 0,0                                                                 |
| Taylan Özen             | LINKE        | 5,4              | 5,6                | + 5,6                                                                 |
| -                       | VIOLETTE     | -                | 0,1                | + 0,1                                                                 |
| Rainer Biller           | NPD          | 1,8              | 1,7                | + 1,7                                                                 |